# Deansgate

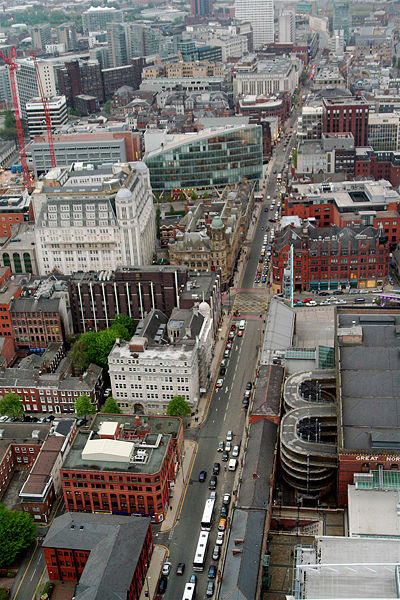
Vue aérienne de Deansgate depuis Beetham Tower.

Deansgate est la principale route traversant le centre-ville de Manchester, en Angleterre. Elle coupe la ville du nord au sud en ligne droite, et constitue la plus longue route du centre ville.
Le croisement entre cette route et la route Castlefield est un des endroits les plus vivants de la ville. En effet, Deansgate-Castlefield est connu, chez les adolescents comme chez les adultes, pour ses nombreuses boîtes de nuit réputées.